# Neues Schloss Ingelfingen

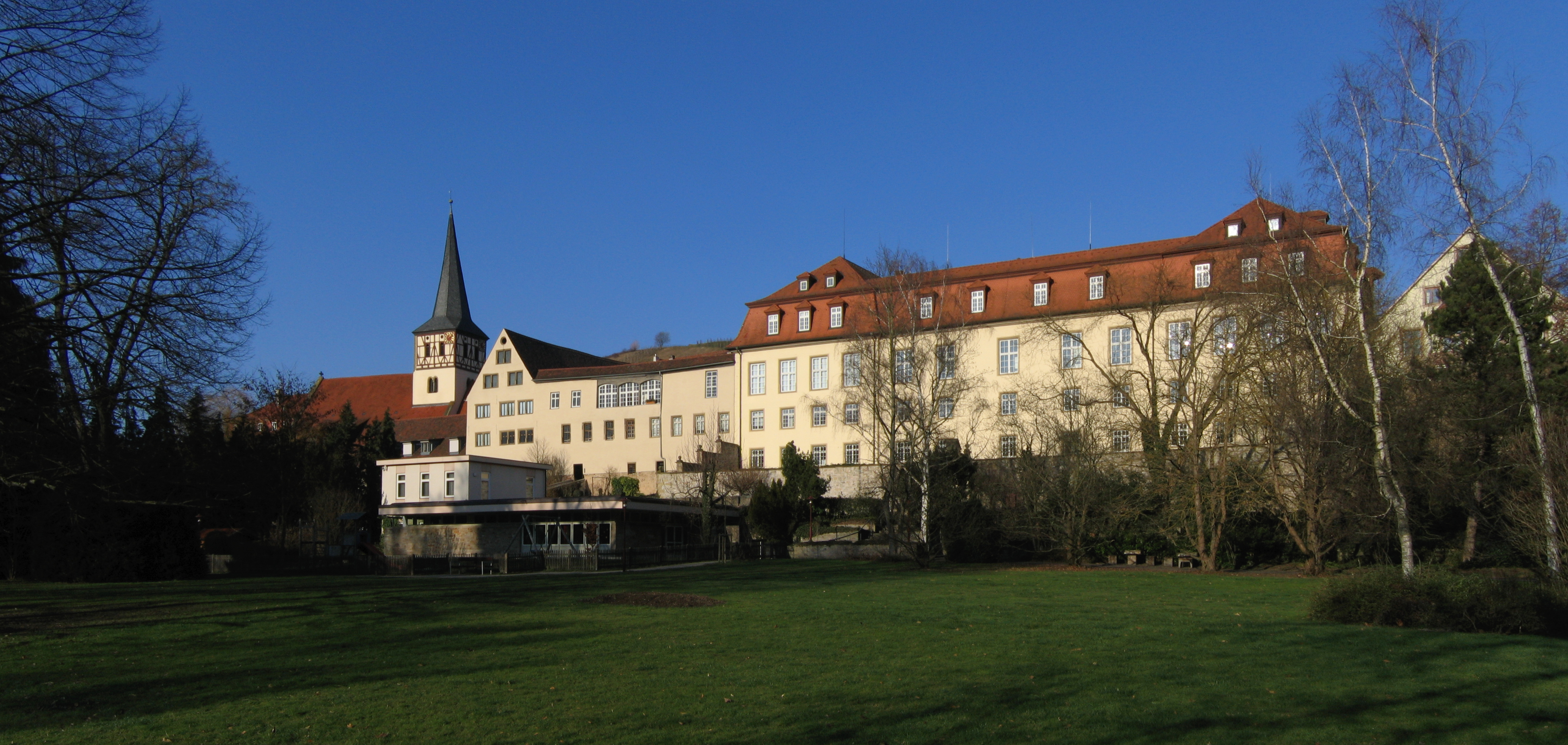
Neues Schloss Ingelfingen

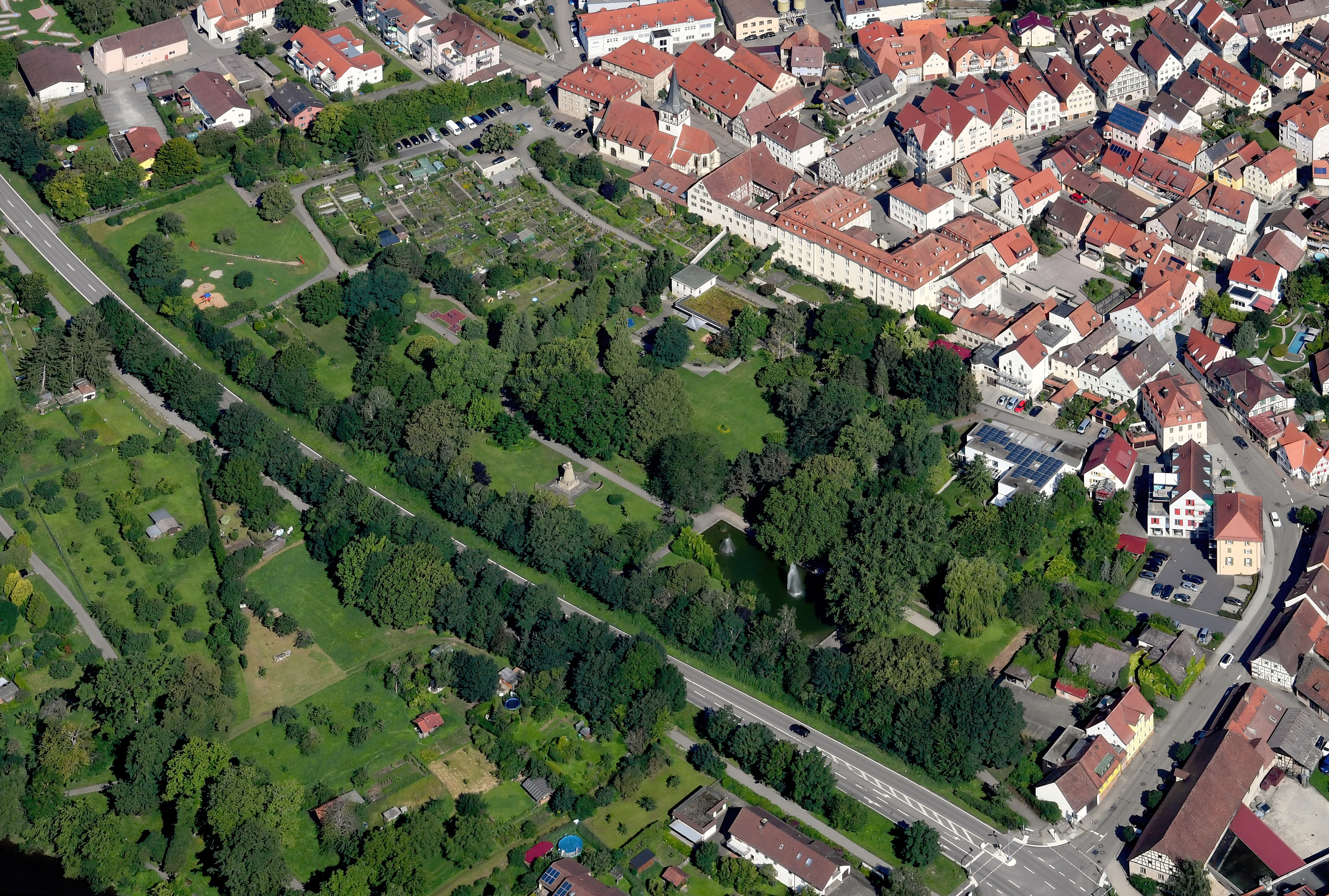
Das Neue Schloss Ingelfingen und sein Schlossgarten aus der Luft gesehen

Das Neue Schloss Ingelfingen, auch Residenzschloss Ingelfingen oder Unteres Schloss genannt, ist ein Anfang des 18. Jahrhunderts erbautes Schloss in Ingelfingen im Hohenlohekreis. Es diente bis 1806 als Residenzschloss der Grafen beziehungsweise Fürsten von Hohenlohe-Ingelfingen. Im 19. und 20. Jahrhundert wurde das Schloss unterschiedlich genutzt. Seit 1988 befindet sich im Neuen Schloss die Ingelfinger Stadtverwaltung.

## Geschichte
In Ingelfingen war nach der Zerstörung der Burg Lichteneck im 15. Jahrhundert bereits ein Schloss als Herrensitz der Grafen von Hohenlohe entstanden. Dieses wurde 1625 bis 1627 von Graf Philipp Ernst von Hohenlohe-Langenburg als zweiteilige Anlage mit Wirtschaftsgebäuden erbaut und diente hauptsächlich dem Amtmann von Ingelfingen als Sitz und Wohnung. Nach dem Tod von Heinrich Friedrich von Hohenlohe-Langenburg wurde dessen Erbe 1701 zwischen seinen Söhnen Albrecht Wolfgang, Friedrich Eberhard und Christian Kraft aufgeteilt. Ingelfingen, das in den Besitz von Graf Christian Kraft gekommen war, wurde neue Residenzstadt der Linie der Hohenlohe-Ingelfingen. Zu diesem Zweck ließ Christian Kraft von Hohenlohe-Ingelfingen den alten Amtssitz abbrechen und stattdessen von 1705 bis 1712 das Neue Schloss erbauen. 1723 wurde das Schloss wegen Platzmangels nach Osten erweitert. 1764 wurde Heinrich August von Hohenlohe-Ingelfingen in den Fürstenstand erhoben und das Neue Schloss somit Fürstenresidenz. Bereits 1780 bis 1786 wurde das Schloss vom damaligen Erbprinz Friedrich Ludwig von Hohenlohe-Ingelfingen neu ausgestattet. Im 19. Jahrhundert wurde das Schloss kaum noch von den Fürsten von Hohenlohe genutzt und musste 1843 und 1844 renoviert werden. Jedoch verloren die Fürsten auch nach der Renovierung das Interesse am Neuen Schloss. In den letzten Jahrzehnten des 19. Jahrhunderts stand es leer. In der ersten Hälfte des 20. Jahrhunderts nutzten die Ingelfinger Bürger Teile des Schlosses unter anderem als Zahnarztpraxis, Stadtbücherei oder Wohnungen. 1962 wurde es von der Stadt Ingelfingen erworben. Nach einer grundlegenden Renovierung in den Jahren 1984 bis 1988 ist das Schloss nun seit 1988 Sitz der Stadtverwaltung Ingelfingen.

## Beschreibung
Die Anlage besteht aus zwei dreistöckigen Rechteckbauten, die durch einen südlich stehenden schmalen Bau mit einem mittelrisalitartigem Treppenhaus miteinander verbunden sind. Die Anlage ist somit eine Dreiflügelanlage mit einem nach Norden gerichteten Ehrenhof. Dieser ist durch eine Mauer mit zwei Toren von der Straße abgegrenzt. Im Süden des Schlosses befindet sich ein zum Schloss gehöriger Garten mit einer Jubiläumssäule von 1793.